# Банатске Швабе
Банатске Швабе (Банатски Немци), немачка су група становништва која живи у Банату. Са осталим немачким (германофоним) мањинама из ове регије у југоисточној Европи обухваћени су заједничким називом Подунавске Швабе. Аустријска Дворска комора је почев од краја 17. века насељавала њихове претке из Швабије (данашња покрајина Баден-Виртенберг) у опустео након турских ратова Панонски басен. Пре Првог светског рата били су познати и као Угарски Немци. До 1918. Банат је заједно са осталим областима насељеним Дунавским Швабама, као што су Бачка, Швапска Турска (данашња јужна Мађарска), Славонија и Сатмарска жупанија (данашњи северозападни румунски округ Сату Маре) припадао Аустроугарској монархији. Почев од Првог светског рата Дунавске Швабе се у румунском делу Баната означавају као Банатске Швабе.

## Личности
- Румунска поштанска маркица: лево Адам Милер-Гутенбрун, песник и позоришни интендант (управник), рођен 1852. у Забранију, аутор романа Велика швапска сеоба из 1913.
- Румунска поштанска маркица из 1998: лево Николаус Ленау, песник, рођен 1802. у Чатаду (данас Ленаухејм). Лево на слици швапска кућа у Банату.
- Румунска поштанска маркица из 1998: лево Штефан Јегер, сликар, рођен 1877. у Ченеју. Његова најпознатија слика је Насељавање Шваба у Банат из 1910. Лево на слици швапске народне ношње.